# أندرو ماسون (رائد أعمال)
أندرو ماسون (بالإنجليزية: Andrew Mason)‏ هو رائد أعمال أمريكي، ولد في 1981 في Mt. Lebanon, Pennsylvania ‏ في الولايات المتحدة.

## وصلات خارجية
- أندرو ماسون على موقع الموسوعة البريطانية (الإنجليزية)